# Johannes Martin Bijvoet
Johannes Martin Bijvoet (né le 23 janvier 1892 à Amsterdam et mort le 4 mars 1980 à Winterswijk) est un chimiste et cristallographe néerlandais qui travaille au laboratoire van 't Hoff de l'université d'Utrecht.

## Biographie
Il est connu pour avoir développé une méthode de détermination de la configuration absolue des molécules. Il a également été président de l'union internationale de cristallographie de 1951 à 1954.
Le concept du carbone asymétrique tétravalent dans les composés organiques remonte aux travaux de van 't Hoff et Le Bel en 1874. À cette époque, il était impossible de déterminer la configuration absolue d'une molécule autrement que par la formule de projection de Fischer, qui avait utilisé le glycéraldéhyde (+) comme standard en lui assignant arbitrairement une configuration absolue.
En 1949, Bijvoet eut l'idée d'utiliser les effets de la diffusion anomale des rayons X pour déterminer la configuration absolue des molécules cristallisées. La diffusion anomale ayant pour conséquence une violation de la loi de Friedel dans le cas où la longueur d'onde utilisée est proche d'un seuil d'absorption d'un atome, il est possible de distinguer entre structures centrosymétriques et non centrosymétriques, et donc de déterminer la configuration absolue des molécules.
En 1951, en utilisant un tube à rayons X de zirconium, Bijvoet et ses collègues Peerdeman et Bommel réussirent la première détermination expérimentale de la configuration absolue d'un tartrate de sodium et rubidium. Dans ce composé, c'est le rubidium qui provoque une diffusion anomale. Leurs travaux ont permis de montrer que la supposition arbitraire pour le glycéraldéhyde (+) était correcte.